# Siau Dalam
Siau Dalam is een bestuurslaag in het regentschap Tanjung Jabung Timur van de provincie Jambi, Indonesië. Siau Dalam telt 2234 inwoners (volkstelling 2010).